# Агурский, Михаил Самуилович
Михаи́л Самуи́лович Агу́рский (настоящее имя Мэ́либ; 5 апреля 1933, Москва — 21 августа 1991, там же) — советский писатель, диссидент, публицист, литературовед, учёный-кибернетик, историк, политолог, советолог, мемуарист, деятель сионизма. Доктор, профессор Еврейского университета в Иерусалиме.
Михаил — литературный псевдоним. Именовался также как Мелик или Мэлик.

## Биография

### Ранние годы
Родился в семье известного революционера, историка и партийного деятеля Самуила (Шмуэла) Хаимовича Агурского (1884—1947). Отец матери происходил из потомственной раввинской семьи. Сестры Нинель и Титания.
Окончил школу в 1950 году. Учился в школе 12, где учились дети из Дома правительства и Дома писателей. В 1948 вступил в комсомол.
Совершенно неожиданно у меня вспыхнула любовь к искусству. Поводом для этого было мое близкое соседство с Третьяковской галереей, открывшейся после войны… Волшебный мир портретов Кипренского, Тропинина и того же Брюллова создавал во мне идеалы человеческих лиц, которые служили для меня эталоном красоты и ума. 
 Сразу после школы, не сумев поступить в очный вуз будучи евреем, устроился рабочим на Трансформаторный завод, будет избран там комсоргом цеха, поступил в заочный институт. Затем учился в Станкине. 
В 1955 году женился на Вере Фёдоровне Кондратьевой, русской. Окончив Станкин, по распределению попал в ВНАИЗ. В самом конце 1950-х переписывался с Иваном Ефремовым, что сам сочтет позже своим «первым реальным, хотя и косвенным вкладом в русскую общественную мысль».
В начале 1960-х работал в Экспериментальном научно-исследовательском институте металлорежущих станков, куда прежде пытался поступить в аспирантуру. Одновременно безуспешно пытался поступить на сценарный факультет ВГИКа. Ещё до того успел поработать на ВДНХ. 
В 1965 году оставил работу, поступив в аспирантуру Института автоматики и телемеханики АН СССР, по окончании которой с 1969 года работал в Научно-исследовательском институте технологии машиностроения (НИИТМ) — головном технологическом институте Министерства общего машиностроения. В мае того же года защитил кандидатскую диссертацию в области кибернетики (вспоминал, что академик Соболев рекомендовал в своём отзыве написать на её основе книгу). М. С. Агурский являлся автором нескольких научных работ, опубликованных в профильных изданиях, был членом Московского общества испытателей природы по секции генетики.

### Инакомыслящий кибернетик
Получив техническое образование, Агурский не стал узким техническим специалистом. По свидетельству поэта Александра Лайко, уже в конце 1950-х годов Агурский — в рядах московского андерграунда, в числе инициаторов создания молодёжного поэтического клуба «Факел» и его председатель.
В 1955 году Агурский познакомился с Надеждой Васильевной Верещагиной, дочерью писателя и религиозного мыслителя В. В. Розанова. Позднее познакомился с семьёй Д. Л. Андреева. По книгам из библиотеки Розанова начал пристально изучать работы самого Розанова, В. С. Соловьёва, К. Н. Леонтьева, Д. С. Мережковского, М. О. Гершензона, религиозную мысль Ф. М. Достоевского, Л. Н. Толстого, М. Бубера. Одновременно его увлекало изучение деятельности отца, история русской церкви и деятельность современной православной церкви, история сионизма, межконфессиональные отношения.
Особую роль в биографии Михаила Агурского сыграл проповедник Александр Мень. Агурский познакомился с его семьёй в середине 1960-х годов. Благодаря духовному наставничеству отца Александра, его открытости к другим конфессиям, Агурский приобрёл новые знакомства как в среде инакомыслящих диссидентов, сионистов, так и в среде священников православной церкви.
Глубокие познания Агурского в области религиозной философии, контакты с деятелями РПЦ, открытые высказывания в защиту политики Израиля плохо уживались со статусом сотрудника военно-космического учреждения. Осенью 1970 года Агурский оставил НИИМТ, предполагая сосредоточиться на работах в области биокибернетики, но желание устроиться на работу в Институт автоматики и телемеханики (ИАТ) осуществить не удалось. Оказавшись без работы, Агурский кормил семью, зарабатывая переводами для ВИНИТИ и «Журнала Московской Патриархии», одновременно каталогизируя иностранный отдел библиотеки Московской духовной академии при Свято-Троицкой Сергиевой Лавре в Загорске.

### Правозащитная деятельность
Получив относительную материальную и социальную независимость, Агурский сблизился с сионистами-отказниками (В. С. Слепак, А. Я. Лернер, И. З. Бегун, К. В. Хенкин и т. д.) и с кругом московских диссидентов: Ю. Я. Глазов, В. Ф. Турчин, Н. М. Коржавин, Ж. А. Медведев, Ю. Алешковский и др. 1970—1971 годы — годы колебаний Михаила Агурского. Он решал для себя, стоит ли ему продолжать свою деятельность в качестве учёного-кибернетика в Советском Союзе, или покинуть страну и связать свою судьбу с сионизмом.
В 1971 году подал документы на выезд в Израиль и обратился с несколькими письмами на имя генерального секретаря ЦК КПСС Л. И. Брежнева о притеснениях, которые ему как еврею чинятся при устройстве на работу. Из текста писем Брежневу ясно, что отсутствие работы — скорее повод, нежели настоящая причина его беспокойства. Об этом же говорил и сам Агурский. Действительное его желание — не только и не столько получение приемлемой работы в Советском Союзе, сколько репатриация в Израиль. В выезде туда Агурскому как бывшему сотруднику режимного учреждения было отказано, без указания возможного срока пересмотра такого решения.
В то же время, как явствует из воспоминаний самого Агурского, власти не применяли к нему никаких насильственных мер, если не считать прослушивания телефонных разговоров. Михаил Самуилович свободно перемещался по стране, публиковал свои работы за рубежом и в самиздате, имел возможность легального заработка, в том числе со своих патентованных изобретений, выступал с лекциями, сотрудничал с Московской Патриархией, встречался с участниками сионистского и диссидентского движений. Власть избегала открытых репрессивных мер, как в случае с Жоресом Медведевым, и надеялась на ненасильственное разрешение конфликта.
В числе прочих сионистов и правозащитников Агурский принимал участие в антипалестинской манифестации у ливанского посольства в Москве в 1972 году, в результате которой все манифестанты были задержаны. Вместе с Агурским был задержан также академик А. Д. Сахаров. В результате этого столкновения Агурский сделал вывод о трениях между МВД и КГБ, эти трения впоследствии он провоцировал сам, пытаясь сыграть на них в своих интересах. Для скорейшего получения разрешения на выезд Агурский налаживает также связи с корреспондентами иностранных газет и журналов. В 1973 вышла его первая статья в израильской печати. 

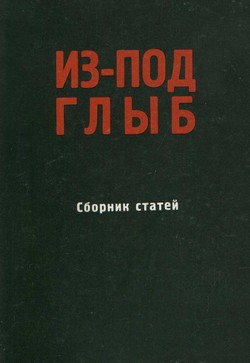
Сборник «Из-под глыб», 1974 г.

В том же году Агурский в числе других правозащитников (В. Ф. Турчин, В. Е. Максимов, А. А. Галич, И. Р. Шафаревич) выступил в защиту академика А. Д. Сахарова против осуждения его советскими средствами массовой информации. Тем самым Агурский как бы вступил в противоречие с сионистским стремлением дистанцировать себя от любой деятельности, связанной с вмешательством в нееврейскую государственность. Причина, которой он мотивировал свои действия, была безусловная поддержка Сахаровым стремлений советских евреев-сионистов репатриироваться из Советского Союза в Израиль.
Вскоре Агурский знакомится с самим А. Д. Сахаровым, Р. А. Медведевым, Ю. Ф. Орловым, В. Н. Чалидзе, А. И. Солженицыным. По инициативе последнего он написал статью «Современные общественно-экономические системы и их перспективы» для сборника статей «Из-под глыб». Сборник был посвящён вопросам духовной и общественной жизни того времени — новые «Вехи», по выражению Солженицына. Сборник этот со статьями И. Шафаревича, Ф. Светова, Е. Барабанова, В. Борисова, М. Поливанова, самого Солженицына и под его редакцией вышел в самиздате в Москве в 1974 году. В этом же году издательство YMCA-Press выпустило книгу в Париже.
Книга составила собой эпоху в советском инакомыслии. Агурский был единственным автором-сионистом среди остальных участников издания. Как говорил об Агурском А. И. Солженицын на пресс-конференции в Цюрихе в ноябре 1974 года, посвящённой выходу сборника:

Его объединяет с группой русских авторов в первую очередь то большое значение, которое все они — вот, соавторы — придают национальному самосознанию.

По мнению исследователя Аркадия Блюмбаума, статья Агурского ныне не является актуальной, поскольку она:

… представляла собой достаточно утопический общественный проект — попытку снять противоречия между «капитализмом» и «социализмом». В результате Агурский выстроил почти тоталитарную конструкцию, предполагающую отказ от системы политических партий, введение цензуры, ограничение доступа к информации, устранение — в духе левых концепций — различий между физическим и умственным трудом и т. п.

Нашумевшая книга, по-видимому, ускорила давно желанный для Агурского выезд в Израиль в 1975 году. Перед отъездом в Израиль весной 1975 года Агурский в интервью «The Jerusalem Post» оптимистично заявил:

Я уезжаю из России не как её враг, а как истинный друг, которого волнует её настоящее и будущее. Я старался сделать всё возможное для сотрудничества между русским и еврейским национальными движениями. Эти усилия, по-видимому, были достаточно успешными, чтобы позволить мне надеяться на будущую дружбу Израиля и возрождённой России.

Как бы в подтверждение его слов накануне перед отъездом в апреле 1975 года проводить Агурского приехали самые разные люди: Э. И. Неизвестный, Р. А. Медведев, А. И. Гинзбург, И. Р. Шафаревич, Л. И. Бородин, Ю. Ф. Орлов, В. Н. Войнович, В. Ф. Турчин, П. И. Якир, Г. М. Шиманов, А. В. Мень, Ю. Иванов и другие.

### Агурский в Израиле
Последние 16 лет своей жизни Агурский провёл в Израиле. Но большинство из написанного им в это время так или иначе обращено к Советскому Союзу. В 1976 году Агурский становится сотрудником Иерусалимского университета. Он публикует многочисленные статьи на религиозные, национальные, социально-политические и историко-культурные темы в различных средствах массовой информации. В 1979 году (по другим данным, в 1983 году) Михаил Агурский во Франции защитил докторскую диссертацию в университете Сорбонны. Получив степень доктора славистики, стал профессором Еврейского университета. Тема диссертации: «Национальные корни Советской власти». Она была издана в Париже на русском языке в 1980 году в виде книги «Идеология национал-большевизма».
Впоследствии Агурский читал лекции, готовил рекомендации для правительства Израиля в качестве политолога, работал политкомментатором на телевидении. В частности, Агурский утверждал, что военных ресурсов Советского Союза недостаточно для ведения крупномасштабной наступательной войны, что спровоцировало в Израиле упрёки Агурского в том, будто он является агентом КГБ. Агурский также состоял членом Центрального комитета израильской Партии Труда.
Обсуждению советской политики были посвящены следующие его книги «Советский Голем» (1983), «Третий Рим» (1987), «Торговые связи между Советским Союзом и странами Ближнего Востока» (1990), статья «Ближневосточный конфликт и перспективы его урегулирования», журнал «Наш современник», 1990, № 6. Помимо этого он активно изучал историю еврейского вопроса в царской России и в СССР. В 1986 году в соавторстве с Маргаритой Шкловской он опубликовал собрание текстов М. А. Горького о еврействе. Интерес к творчеству Горького отразился и в его последней статье «Великий еретик (Горький как религиозный мыслитель)», опубликованной в журнале «Вопросы философии» в августе 1991 года.
В годы перестройки Агурский получил возможность вновь побывать в СССР. Он приехал в страну в 1989 году, встречался со своими прежними коллегами-оппонентами по еврейскому вопросу (Шафаревич), выступал перед различными аудиториями с собственными трактовками сионизма и национализма. На встрече в МГУ его представляла вдова Д. Андреева А. А. Андреева. Он давал интервью советским изданиям — «Вестнику еврейской советской культуры» и др.
Спустя два года он персонально приглашён в СССР в связи организацией «Конгресса соотечественников», на который прибыл 19 августа в самый разгар августовского путча. Потрясённый событиями бурной московской политической жизни, М. С. Агурский внезапно умер от сердечного приступа в номере гостиницы «Россия» 21 августа 1991 года.
Вдова Михаила Самуиловича Агурского, Вера Фёдоровна Агурская, опубликовала в Иерусалиме после смерти мужа в 1996 году его воспоминания «Пепел Клааса».
Агурский имел дочь Титанию (1957 г. р.) и сына.

## Взгляды Михаила Агурского

### Истолкование антисемитизма
Как пишет сам Агурский, будучи к началу 1970-х годов убеждённым сионистом, до 1973 года он не принимал активного участия в диссидентском движении.

До этого я строго придерживался еврейской дисциплины и открыто не встревал в диссидентские дела. Но тут мне стало казаться, что тактика эта начинает обнаруживать свои слабости. Сахаров всегда выступал в нашу защиту, поэтому молчать становилось аморально. Я решил, что надо публично поддержать диссидентов в части требований, касающихся прав человека. Все равно мы были связаны тысячами нитей, и вести себя иначе означало бы уподобляться страусу, прячущему голову в песок.

По мнению Михаила Болотовского, Агурский не мог быть рядовым сионистом уже в силу того, что он был тесно связан с культурой и общим духовным строем России. Это «человек, любящий Россию и не желающий ей зла даже в ответ на зло». К примеру, если у любого еврея понятие юдофоб должно было вызывать отторжение, то у Агурского оно вызывало любопытство. Для Агурского это — нонсенс, требующий осмысления. Интерес Агурского к антисемитизму подразумевал интерес в первую очередь к антисемитам-мыслителям: Достоевский, Розанов, Шафаревич и т. д. Агурский стремился разобраться в основательности многолетних предрассудков в отношении явления антисемитизма и перепроверить их.
Колебания Розанова между юдофильством и неистовым антисемитизмом Агурский интерпретирует как проявление сложного нерасчленимого понятия «дружбы-ненависти», имеющего цикличный характер. Эти колебания в той или иной мере присущи многим мыслителям-антисемитам. Есть антисемитизм бытовой, животный, как общее проявление страха и ксенофобии, но осознанного, интеллектуального антисемитизма, по мнению Агурского, быть не может, а могут быть лишь отдельные фазы «любви-вражды».

### Концепция национал-большевизма
В отличие от большинства евреев-сионистов, Агурский никогда не уходил от острой темы роли евреев в революции, в организации Красного террора, их значения в формировании советского режима подавления инакомыслия с его колоссальными лагерями, системой принудительного труда и т. д. Наоборот, он полагал, что чем раньше евреи и русские придут к какому-то совместному выводу в этом наболевшем вопросе, тем проще им будет найти взаимопонимание в будущем.
Социолог А. Г. Дугин следующим образом характеризует взгляды Агурского:

Проблему евреев в контексте большевизма Агурский рассматривает в совершенно неожиданном ключе. С его точки зрения, массовое участие евреев в революции объясняется не столько их враждебностью к православной России, местью за «черту оседлости» или беспочвенностью и западничеством, сколько особым эсхатологическим мессианским настроем, характерным для сектантской разновидности иудаизма (хасидского или саббатаистского типа), которая была чрезвычайно распространена среди восточноевропейских евреев. Именно сходство апокалиптического фанатизма, общность религиозного типа с представителями русского сектантства и гностицизма интеллигенции, предопределили роль евреев в большевистском движении.

В целом Михаил Агурский оценивал русский национализм в качестве конструктивной силы, направленной на защиту собственных интересов, а не против других народов. Основанием его, также как и основанием сионизма, является естественный инстинкт самосохранения нации. В результате Агурский пришёл к следующему выводу: «Русский национализм, сосредоточенный на интересах своего народа, и сионизм — не враги друг другу и, более того, имеют общие интересы». Эта мысль перекликается со словами А. И. Солженицына, высказанными Агурскому ранее: «Сейчас остались два народа с волею к жизни: русские и евреи».
В своей самой значительной работе «Идеология национал-большевизма» Агурский развивал собственную оригинальную концепцию о сугубо национальном, исконно русском характере Октябрьской революции, её неизбежности и обусловленности. Он приводил убедительные факты массовой поддержки большевиков их бывшими соперниками. Среди них исследователь перечислял эсеров, бывших царских генералов, инженеров-специалистов, колчаковских министров, черносотенцев, некоторых церковников и эмигрантов — вот та, казалось бы неожиданная, среда, на которую в определённой мере в собственных интересах смогли опереться лидеры большевизма.
Среди прочих таких попутчиков революции наибольшее значение Агурский отводил харбинскому эмигранту, главе движения «Смена вех» Н. В. Устрялову, который предположил неизбежность преображения коммунизма и интернационализма в настоящую национальную власть с подлинным вождём государства во главе. В концепции Агурского большевистские руководители по типу Л. Т. Троцкого или А. В. Луначарского, являлись представителями «красного патриотизма», которым противостояли чистые коммунисты-интернационалисты Л. Б. Каменев, Г. Е. Зиновьев.
Внутрипартийной борьбой «большевиков» и «коммунистов» оптимальным образом воспользовался И. В. Сталин, воплотивший, таким образом, в реальность мечту Николая Устрялова о подлинном национал-большевистском вожде. Именно Сталин и отказался от мировой революции, избавившись от значительной части еврейского руководства СССР. Критик-рецензет книги «Идеология национал-большевизма» В. Яранцев усматривал также у самого Агурского «очевидные симпатии к революционному мессианству (русскому, еврейскому, христианскому, антихристианскому, тут не важно)», которые, по его мнению, «вступают в противоречие с гуманистическими ценностями».
Сам же Агурский подвёл в своей книге следующий итог: 

Не следует искать виноватых и невиновных в истории. Легко подсчитывать ошибки, когда битва уже закончена. И после нас найдутся учётчики, которые, пожалуй, станут собирать на нас материалы к Страшному суду. Надо пытаться понять действия всех, кто бы они ни были: кадеты, эсеры, левые, коммунисты, сектанты. Большевистская революция — это гигантская человеческая трагедия, изучение которой будет продолжаться ещё долго.

### Агурский и «Наш современник»
В 1990 году журнал «Наш современник» в статье «Ближневосточный конфликт и перспективы его урегулирования» одним из первых в СССР отразил израильскую точку зрения на арабо-израильский конфликт. Автором статьи был Михаил Агурский. Он дал краткий очерк возникновения сионизма, становления израильской государственности и советско-израильских отношений. Лейтмотив статьи: восстановление советско-израильских дипломатических отношений и взаимного доверия двух государств, неувязывание советско-израильских отношений с арабо-израильским конфликтом. Советско-израильские контакты по мысли Агурского, ослабляют позиции правых в Израиле и дают СССР новые рычаги для ближневосточного урегулирования.
На страницах этого консервативного журнала Агурскому ответил его ведущий критик В. В. Кожинов. Он в целом согласился с пониманием Агурским сути ближневосточного конфликта, однако оспорил понимание Агурским самого термина сионизм:

для М. Агурского (это чётко сформулировано в его статье) сионизм — это главным образом идея и практическая программа национального возрождения евреев как народа.

С таким сионизмом Кожинов готов согласиться, но Кожинов понимал современный сионизм шире, чем Агурский:

Сионизм — это еврейское национальное движение, которое ставит своей целью создание и развитие еврейского государства и концентрацию в нём евреев. В этом — суть; если существует международное сионистское движение, то оно обслуживает эту идею.

По мнению Кожинова, угрозой является не «сионизм Агурского», а тот сионизм, которого Агурский не хочет видеть — «международное политическое и основывающееся на грандиозной экономической мощи явление». «Международный сионизм» по Кожинову базировался не в Израиле, а в США и представлен людьми, отнюдь не намеревающимися репатриироваться в Израиль и зачастую не имеющими к еврейству ни малейшего отношения.
В ответной статье Михаил Агурский оспорил правомочность кожиновского разграничения «двух сионизмов», разделение евреев на евреев-израильтян и сионистов диаспоры. Некоторых евреев — равно евреев диаспоры или израильтян, по мнению Агурского, — еврейское государство и еврейский национализм не интересуют вообще — И. Шамир (относительно деятельности самого Шамира Агурский ясно не высказался, отметив своё противоречивое о нём мнение). Поэтому и разграничение Кожинова ошибочно. Он посоветовал Кожинову сохранить за евреями право быть сионистами, отметив подход публициста, лишённый антисемитских воззрений, свойственных некоторым его консервативным коллегам.

## Отзывы о взглядах Михаила Агурского
По мнению Патриарха Алексия II,

В связи с еврейско-православным диалогом следует… вспомнить нашего современника профессора Михаила Агурского из Иерусалима, знатока истории евреев в России, много сделавшего для нашего сближения. Недавно он приехал из Израиля в Москву на конгресс русской диаспоры и здесь неожиданно умер. Вечная ему память…

Литературный критик и публицист В. В. Кожинов:

Итак, есть сионизм и сионизм. «Национальный» сионизм, к которому, как следует из его сочинений, принадлежит М. Агурский, исходит из того совершенно естественного факта, что евреи, как и любой народ стремятся развивать свою собственную культуру и строить свою самостоятельную государственность… Известный сионистский деятель М. С. Агурский, не боявшийся острых проблем…

Журналист и редактор Михаил Болотовский:

мало кто из современных сионистов внёс больший, нежели Агурский, вклад в борьбу за право евреев репатриироваться в Израиль. Но промолчали московские правозащитники, промолчала и израильская интеллигенция, правый фланг которой не может даже спустя семь лет после смерти Агурского забыть о его близости к Партии Труда, а левый, в свою очередь, по-прежнему относится к нему с некоторой осторожностью, памятуя о «необъяснимой» симпатии учёного к русским националистам.

Публицист националистического направления, сам в прошлом диссидент и участник проводов Агурского в Израиль — Г. М. Шиманов, демонстрирует последовательное и безоговорочное неприятие уступок иудейству в православии:

этот сомысленник Меня (…) обратился к московскому патриарху с ультиматумом, требуя деканонизации мучеников Евстратия Печерского и Гавриила Белостокского, отказа от антииудейских текстов в богослужении и от антииудейских «слов» вселенского святителя Иоанна Златоуста. Я уже не помню, какой срок давался патриарху для ответа, но помню, что небольшой, что-то вроде месяца или даже меньше. После чего Агурский обещал обратиться к мировой общественности. Но то ли патриарху не доложили об ультиматуме, то ли он по рассеянности забыл на него ответить. И Огурец (так мы его называли за глаза) отплатил ему той же монетой, забыв обратиться к мировой общественности.
— «Мои показания по делу об убийстве Александра Меня», Молодая гвардия, № 2, 1996.
Мнение российско-израильского историка и публициста М. Р. Хейфеца:

Покойный Мелик слыл в Израиле исследователем необычным. По-моему, он особо не копал материалы вглубь, но всегда увлекался эффектными, хотя, бывало, не слишком обоснованными гипотезами (я с ним много и часто спорил). Но… Но зато Мелик всегда бывал интересен! В свободное время читал обширную литературу, иногда настолько популярную, что в неё почти никто не заглядывал всерьёз (ну, скажем, в полное собрание Горького!), и ухитрялся извлекать оттуда парадоксальные исторические концепции. С первого взгляда всё у него казалось чистым сочинением, но … По прошествии времени обнаруживались неожиданные обоснования, и почти любая гипотеза Агурского начинала играть свежими и влекущими красками.

Социолог А. Г. Дугин:

Самым полным и интересным (на сегодняшний день) исследованием русского национал-большевизма является книга Михаила Агурского. Агурский был диссидентом, в 70-е эмигрировал из СССР в Израиль, но вместе с тем, его отношение к советскому национал-большевизму остается в высшей степени объективным, а в некоторых случаях в оценках сквозит глубокая симпатия. На наш взгляд, труд Агурского — самое серьёзное произведение, посвященное советскому периоду русской истории, помогающее понять его глубинный духовный смысл.

## Адрес в Москве
С середины 1960 годов Агурский переехал в московский район Беляево-Богородское. На своих письмах к Л. И. Брежневу Агурский указывал свой обратный адрес: Москва, Профсоюзная ул., д. 102, корп. 5, кв. 176.